# Anthurium sylvestre
Anthurium sylvestre là một loài thực vật có hoa trong họ Ráy (Araceae). Loài này được S.Moore miêu tả khoa học đầu tiên năm 1895.